# Hamra (colonie israélienne)
Pour les articles homonymes, voir Hamra.

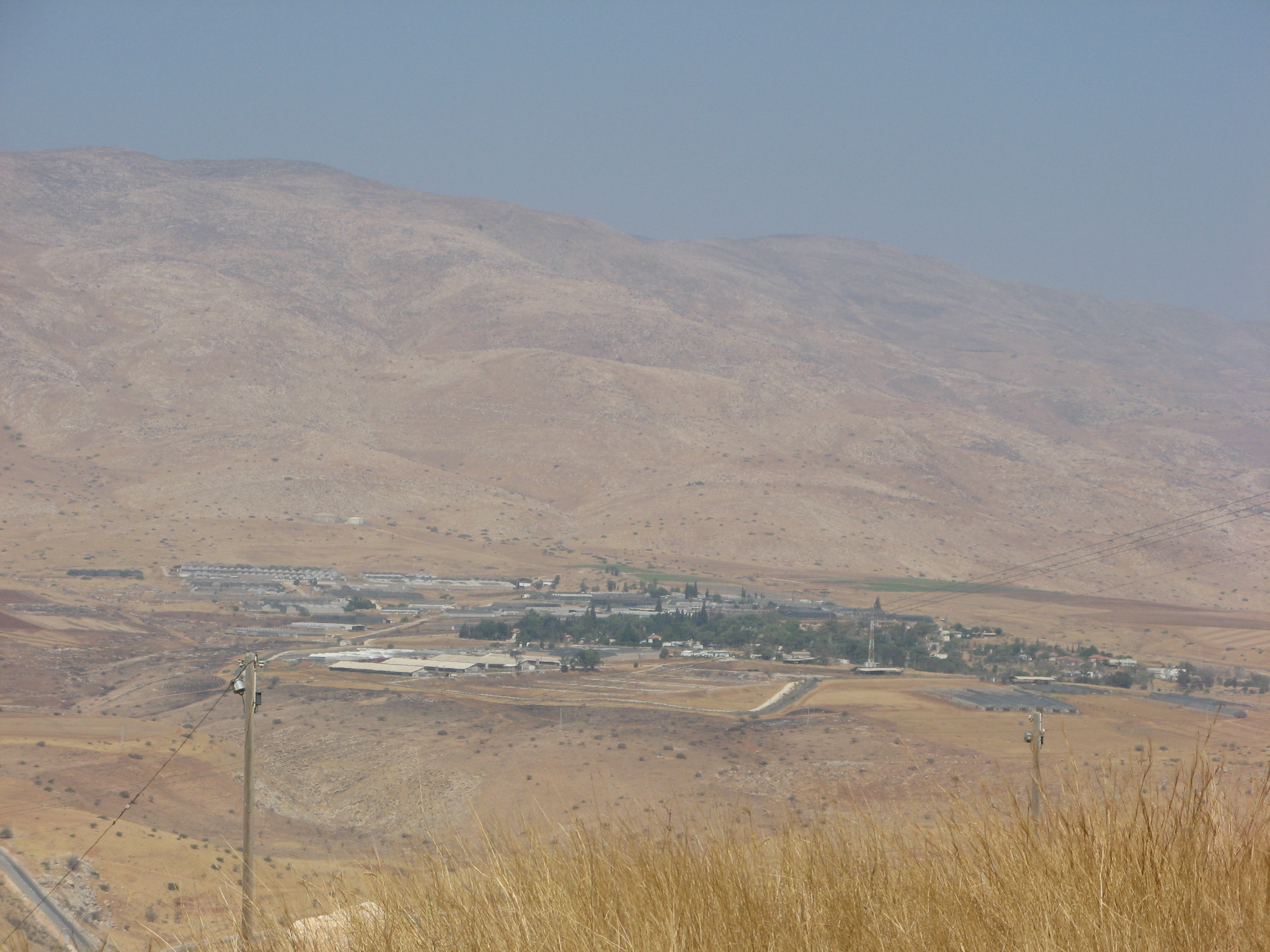
Hamra vue d'en haut

Hamra (חמרה) est une colonie israélienne, en Cisjordanie, territoire occupé par Israël. Son établissement a impliqué la saisie des terres du village palestinien de  Furush Beit Dajan.
Un moshav y est fondé en mai 1971 au sud du cours d'eau Wadi al-Far'a, non loin de la route reliant Ma'aleh Adumim à Maalé-Arazim.

## Saisie de terres palestiniennes
L'établissement de la colonie de Hamra a impliqué la confiscation de terres du village palestinien de Furush Beit Dajan. Comme ailleurs, l'armée israélienne installe des barbelés autour de zones qui sont alors déclarées zones fermées, et auxquelles les Palestiniens ne peuvent plus accéder. Les cultures agricoles et les maisons dans les zones fermées sont  détruites.

## Description
La colonie est tout d'abord appelée "Atarot", nom mentionné dans la Bible comme la frontière de la Tribu de Joseph (Livre de Josué 16/3), puis en 1971 rebaptisée "Hamra" ("terre rouge" en français), comme la nature des terres locales.
Hamra s'étend sur 3500 dounamim. La colonie abrite une école primaire ouverte aux enfants de la région, et une cinquantaine de familles.
Dans une étude sur la question de l'eau dans les relations israélo-palestiniennes, Clemens Messerschmid, spécialiste d'hydrologie et Jan Selby, spécialiste de relations internationales, soulignent que les disparités d'approvisionnement en eau sont maximales si l'on compare les colons installés illégalement à Hamra, et leurs voisins palestiniens du village d'Al-Jiftlik : en 2008, les premiers reçoivent 67 456 litres par personne et par jour, les seconds, 25 litres par personne et par jour.

## Sanctions internationales contre Emek Tirza
A 1,5 km de Hamra est établi un avant-poste, la ferme Emek Tirza, également appelée Moshe's Farm, à l'origine d'actions violentes contre les Palestiniens qui lui ont valu des sanctions des États-Unis, de l'Union européenne et de la Grande-Bretagne depuis 2024. Les colons d'Emek Tirza ont lapidé et battu des Palestiniens et ont lâché leurs chiens contre eux durant des années. En septembre 2023 les colons de la ferme ont contraint les habitants palestiniens d'Ein Shibli à quitter leur village, les agressant et proférant des menaces à leur encontre au nom des services de sécurité du Shin Bet, dont ils usurpaient l'autorité. Par ailleurs le 15 avril 2023, deux Palestiniens ont été tués près de la ferme, en présence, selon Haaretz, du propriétaire d'Emek Tirza, Moshe Sharvit.
Quoique illégale comme tous les avant-postes, selon la loi israélienne, la ferme d'Emek Tirza reçoit des subventions de l'État israélien, sous forme de « primes ponctuelles», ou de subventions «dites de pâturage ». La BBC révèle en 2024 des déclarations de Moshe Sharvit, le propriétaire, selon lesquelles le but de l'établissement de la ferme est de s'emparer de terres palestiniennes.

## Point de contrôle de Hamra
Les Palestiniens ne peuvent se déplacer dans la vallée du Jourdain qu'en empruntant des transports publics, et en passant par deux points de contrôle israéliens (checkpoints), celui de Hamra, et celui de Tayasir (les Palestiniens disposant d'un permis peuvent aussi passer par 2 points de contrôle supplémentaires). «De longues files de piétons sont régulièrement signalées aux points de contrôle»